# ヤマバク
ヤマバク（山獏、Tapirus pinchaque）は、バク科バク属に分類されるバク。

## 分布
エクアドル、コロンビア、ペルー北西部

### 絶滅した分布域
ベネズエラ

## 形態
体長180cm。肩高75-80cm。体重225-250kgとバク科最小種。全身は暗褐色や黒の長い体毛で覆われる。臀部は体毛が無く、皮膚が露出する。幼獣は全身濃褐色の体毛に白い縦縞が入る。

## 生態
標高2000-4400mにある森林や草原などに生息し、水辺に好んで生息する。夜行性で、昼間は茂みの中などで休み、夜明けや夕暮れに活動する。食性は植物食で、草、木の葉、芽などを食べる。
繁殖形態は胎生。妊娠期間は約400日。1回に1頭の幼獣を産む。

## 人間との関係
生息地では食用にされることもある。1930年代以降の開発や放牧による生息地の破壊や、食用の乱獲などにより生息数は減少している。現在、アンデス全体で約2500頭のみ確認されている。

## 画像

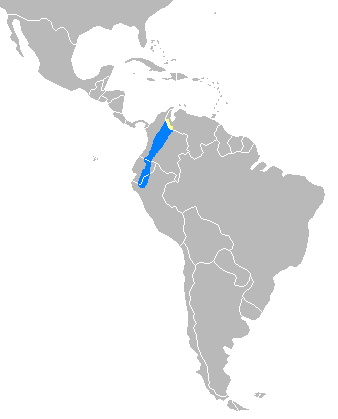
分布